# Enka
ENKA Inşaat ve Sanayi A.Ş. — турецький холдинг, один з лідерів турецького і російського будівельного ринку. Штаб-квартира — в Стамбулі.
Заснований в 1957.

## Діяльність
Будівельний підрозділ компанії, що займається будівництвом промислових об'єктів, мостів, торгових молів, аеропортів і трубопроводів в Туреччині. Холдинг є (з вересня 2007 року) власником компанії «Раменка», що розвиває мережу гіпермаркетів «Рамстор».
В Україні компанія збудувала стадіон Донбас Арена у Донецьку.
Виторг компанії за 2006 рік — $4 млрд, прибуток — $445 млн.

### Enka в Росії
ENKA працювала в Москві ще в роки Радянського Союзу. У 1988 році холдинг брав участь у кількох будівельних проєктах, серед яких реставрація та реконструкція московської історичної будівлі Петровського пасажу і будівництво госпіталю для ветеранів Великої Вітчизняної війни.
З початку 1990-х років компанія працює в Росії. У 1993 році ENKA зголосилася відновлювати Білий дім після трагічних подій жовтня 1993 року.
Холдинг брав участь у реконструкції будівель Державної думи і Уряду Росії.
Холдинг побудував великий житловий мікрорайон міста Краснодара, який жителі називають «Енка» (офіційно — мікрорайон імені маршала Жукова). Холдинг будував гіпермаркет IKEA у Санкт-Петербурзі й Казані, обрано підрядником для будівництва заводів Toyota і General Motors в Санкт-Петербурзі.
ENKA володіє близько 135 000 м2 офісних площ у Москві, веде будівництво декількох веж комплексу «Москва-Сіті».
Роздрібним бізнесом Enka в Росії управляє ТОВ «Енка ТЦ». У 2008 році більшість гіпермаркетів «Рамстор», якими керувала «Енка ТЦ», були продані французької групи «Ашан». На початок 2010 року «Енка ТЦ» управляла 10 торговими центрами «Капітолій» та 17 супермаркетами «Рамстор», які були перейменовані в «Сітістор».

## Звинувачення у фінансуванні війни в Чечні
22 квітня 2008 року «Перший канал» показав фільм «План „Кавказ“», знятий Антоном Верницьким в жанрі журналістського розслідування. У фільмі розповідалося, як в 1990-х роках спецслужбами ряду країн світу планувалося відділення Чечні від Росії, про здійснення допомоги чеченським бойовикам у Франції, Німеччині, Грузії, Туреччини. Зокрема, Султан Кехурсаев, бригадний генерал армії ЧРІ, який проживав у той час в Стамбулі, розповів, що захоплення бойовиками Грозного влітку 1996 року фінансували великі турецькі компанії, які працювали в Росії, серед яких було названо й Enka.
Компанія Enka відкинула звинувачення у фінансуванні чеченських бойовиків: 23 квітня 2008 року в РІА Новини надійшла її заява, в якій інформація про компанію у фільмі була названа «повністю безпідставною та невідповідною дійсності». 24 квітня 2008 року посольство Туреччини в Москві розповсюдило заяву, в якій говорилося, що фільм «План „Кавказ“ містить необґрунтовані твердження щодо Туреччини».
У пресслужбі «Першого каналу» заявили, що фільм "План «Кавказ» є документальним проєктом, заснованим на свідченнях безпосередніх учасників подій в Чечні в 1990-ті роки.